# 이황
이황(李滉, 1502년 1월 13일(1501년 음력 11월 25일, 율리우스력 1502년 1월 3일) ~ 1571년 1월 13일(1570년 음력 12월 8일, 율리우스력 1571년 1월 3일))은 조선 중기의 문신, 학자이다. 본관은 진보(眞寶). 자는 경호(景浩), 호는 퇴계(退溪), 시호는 문순(文純)이다.
아버지 진사 이식(李埴)과 어머니 춘천 박씨 사이에서 막내 아들로 태어났다.
이언적의 사상을 이어받아 영남학파의 중추적 학자가 되었으며 나아가 한국을 대표하는 대성리학자가 되었다. 학맥은 동서 분당 뒤에 동인의 핵심을 이루고, 다시 동인이 남인-북인으로 갈릴 때, 이황 제자들은 남인, 조식 제자들은 북인을 이룬다. 한편 그의 저술 중 일부는 임진왜란 당시 일본군이 약탈해갔는데, 일본 성리학 발전에 영향을 주기도 하였다.

## 생애

### 생애 초기

#### 출생과 가정 환경
퇴계 이황은 경북 안동부 예안현(오늘날의 안동시 예안면) 온계리(溫溪里)에서 진사(進士) 이식(李埴)이 첫째 부인 문소 김씨와 사별한 후 재취한 춘천 박씨 박치의 큰딸 사이에서 막내로 태어났다.  율곡 이이에게 신사임당이 있다면, 퇴계 이황에게는 춘천 박씨 어머니가 있다.
호 퇴계(退溪)는 퇴거계상(退居溪上)의 줄임 말로, 물러나 시내 위에 머무르다는 뜻이다. 사후 이자(李子), 이부자(李夫子)로 존숭 되었다. 조선 정치사에서 특히 동인과 남인 계열의 종주이며 일부 북인도 그의 문인들이었다.
안동부사를 지낸 송재 이우의 조카이자 문하생이다. 이황이 태어날 때 이황의 부모는 태몽을 꾸었는데 이식이 40세 때 진사시에 합격한 해에 어머니의 꿈에 '공자가 대문 안으로 들어오는 꿈을 꾸고' 이황을 낳았다하여 대문을 성림문(聖臨門)이라 일컬었다. 그러나 그의 아버지는 그가 태어난 지 7개월 만에 마흔 살의 나이로 사망하여, 이황은 홀어머니 춘천박씨 밑에서 자라야 했다.
형은 온계(溫溪) 이해(李瀣)로 마찬가지로 학자였으나 구수담(具壽聃)의 일파로 연루되어 유배가는 도중 병사하였다. 가정적으로도 불행하여 일찍이 김해 허씨와 결혼하였으나 27세에 상처하고, 재혼한 안동 권씨 역시 46세에 사망하였으며 둘째 아들과 증손의 요절을 보았다. 상처한 후 우연히 그의 사람됨을 본 권질이 병약한 자신의 딸을 부탁한다고 청하자, 그는 거절하지 못하고 권질의 딸을 받아들였다. 권질의 딸은 정신질환이 있었는데, 후일 20세기의 학자 유홍준은 《나의 문화유산 답사기》에서 권씨 부인을 사이코라고 표현하였다. 그 외에도 퇴계에게는 첩이 1명 있었으나 첩도 서자 1명을 낳고 일찍 요절하였다. 퇴계는 본부인 허씨 소생 자녀들에게 생모와 계모를 차별하지 말도록 가르쳤고, 이에 권씨 부인이 사망한 뒤에도 자녀들은 권씨 부인의 3년상을 시묘살이하였다.

#### 수학
아버지를 일찍 여의었으나 대대로 물려오는 재산이 있었으므로 어렵지 않게 생활했다. 1508년(중종 3) 8세 때 중형(仲兄) 이징(李澄)이 칼에 손을 베였는데 다른 형제들 중 그만 이를 보고 통곡하였다. 이에 어머니가 손을 베인 형은 울지 않는데, 네가 어째서 우느냐고 물으니 그가 말하기를, "어찌 저렇게 피가 나는데 아프지 않겠습니까" 하였다.
어려서 서당에서 한학을 수학하던 이황은 1512년(중종 7) 12세에 숙부 송재 이우(李堣)로부터 『논어』를 배웠다. 송재는 당시 관직에 있었는데, 바쁜 일과 중에도 친히 조카 퇴계를 비롯한 동리 청년들을 가르쳤다. 1514년(중종 9) 14세경부터 혼자 독서하기를 좋아하여, 특히 도연명의 시를 사랑하고 그 사람됨을 흠모하여, 도연명과 주자를 인생의 사표로 삼았다.
숙부 이우에게 수학한 뒤 향리의 용수사에서 공부하였고, 1520년(중종 15) 20세 무렵부터 침식을 잊고 밤낮으로 독서를 하고 《주역》 공부에 몰두한 탓에 건강을 해쳐서 병을 얻었는데, 이후부터 그는 잔병치레에 시달렸다.

#### 결혼과 가정 생활
1528년(중종 23) 퇴계가 28세 때, 부인허씨는 둘째 아들을 낳고 1개월 만에 사망하였다. 비록 아내는 죽었으나 사위로서의 의리를 저버리지 않고, 홀로 된 장모를 도와 그가 죽을 때까지 처가집의 대소사를 끝까지 챙겼다. 당면한 학문에 전념하면서 어린 두 자녀를 돌보는 것은 무리가 따랐지만, 사정이 어렵다고 본처가 사망한 후 바로 후처를 들일 수도 없었다. 하는 수 없이 관습대로 첩을 한 사람 들였는데, 그 첩은 집안 살림을 잘 돌 보면서 퇴계를 지극 정성으로 섬겼을 뿐만 아니라 어린 두 아들도 친모처럼 잘 챙겨주었다고 한다. 또 나중에 온전치 못한 둘째 부인 권씨를 맞이한 후에도 장애가 있는 권씨를 대신해 실질적인 안살림을 충실하게 챙겼다. 퇴계는 이러한 첩에 대한 고마움을 잊지 않고, 두 자녀들에게도 친어머니와 동일하게 대하라고 하였다.
그 뒤 권질의 딸 권씨부인과 재혼하였다. 권씨 부인의 할아버지 권주(權柱, 1457-1505)는 1503년 경상감사로 재직 중에 갑자사회(1504년) 때 연산군의 생모 폐비 윤씨에게 사약을 가져갔다는 죄목으로 평해 땅에 유배된 후 교살당하였다. 그리고 할머니는 관노가 되었으며, 친정아버지 권질은 연산군을 비방하는 언문 투서사건에 연루되어 거제도에 유배되었다. 어린 나이에 사화의 참혹함을 경험한 권씨 부인은 정신적 후유증으로 이상 정세를 보였다. 아버지 권질은 1506년 중종반정 이후 해배(解配)되었으나, 기묘사화 후 다시 무고(誣告)로 인한 옥사인 무옥으로 예안 땅에 유배되어 있었는데, 평소 퇴계의 사람됨을 눈여겨 본 후 퇴계를 불러 집안의 참극으로 인하지 않은 충격으로 정신이 혼미한 자신의 딸을 의탁하였다. 딸을 부탁할 때 자신의 딸이 어려서 겪은 집안의 모진 일을 당한 후 정신이 혼미하여 아무도 색시로 데려 가려고 하는 사람이 없다는 사실도 알리면서 ｢부디 죄인의 소원을 들어 주시게나｣하며 딸을 부탁하였다.
오랫동안 침묵하던 퇴계는 ｢예 고맙습니다. 제가 맡도록 하겠습니다. 어머니께 승낙을 받고 예를 갖추어 혼례를 올리도록 하겠으니 마음 놓으시고 기력을 잘 보존하십시오.｣라고 하였다. 그는 심사숙고 후 예를 표하고 어머니의 윤허를 받고 혼례를 갖출 테니 심려 마시라라고 하였다. 그리하여 권질이 예안으로 유배된 지 9년이 되는 1530년에 권씨 부인을 맞이하였다.
둘째 부인인 권씨 부인은 아버지 권질이 사전에 말한 것처럼 부족한 부분이 많아 퇴계는 마음고생도 많이 하였다. 그러한 부인을 이해하고 아끼며 임지가 어디든지 동행하며 정성을 다하여 자상하게 대한 덕으로 둘 사이는 별 탈 없이 잘 지냈다고 한다.
그러나 어느 날 제사를 지내기 위해 일가친척들이 종가(宗家)에 모였을 때, 권씨 부인이 느닷없이 차려진 제사상의 음식을 집어먹으며 상위에서 떨어지는 배를 치마 속에 숨겼다. 이 광경을 목격한 일가친척들이 못 마땅한 눈치를 주어, 결국 퇴계의 형수가 질책하자 퇴계는 태연하게 ‘제사도 지내기 전에 며느리가 음복하는 것은 예절에 벗어난 일이지만, 조상께서는 철부지를 귀엽게 여기실망정 손자며느리의 행동에 노여워하시지 않을 것.’이라는 말과 함께 ｢형수님 죄송합니다. 앞으로는 저가 잘 가르치겠으니. 용서하여 주십시오.｣라며 정신적인 문제가 있는 부인을 따뜻하게 감쌌다. 퇴계의 이 말에 동서를 꾸짖던 큰 형수도 입가에 미소를 지으며 ｢동서는 참으로 행복한 사람이야. 서방님 같이 좋은 분을 만났으니｣라고 하였다고 한다. 제사를 끝낸 후 아내를 불러 왜 그러한 행동을 하였느냐고 묻자 배가 몹시 먹고 싶어서 그랬다고 하여 퇴계는 권씨 부인을 위해 배를 손수 깎아 주었다고 한다. 또 퇴계가 어느 상가(喪家)에 조문(弔問)을 하러 가려던 때에 흰색 도포 자락이 해어져 있어 부인에게 꿰매 달라고 하자 해어진 흰 도포에 큼지막하게 빨간 헝겊으로 기웠다.
도착한 상가에서 예학(禮學)에 밝은 사람이 ‘흰 도포를 어찌 빨간 헝겊으로 기워 문상(問喪)에 걸맞지 않은 모습을 하고 왔느냐’고 하는 사람이 있었지만, 퇴계는 별다른 대답 없이 빙그레 웃기만 하였다고 한다. 이와 같이 권씨 부인이 모자람에도 불구하고 퇴계는 끝까지 그녀를 아끼고 존중하였다.
1546년(명종 원년) 47세 때, 권씨 부인과 혼인한지 16년이 되는 해였는데, 부인이 출산 중 난산으로 사망하였고 태어난 아이도 며칠 후 죽고 말았다. 권씨 부인이 사망한 후에도 전처 소생의 두 아들은 평소 친어머니처럼 깍듯이 예우할 것을 당부한 아버지 퇴계의 말대로 계모 권씨 무덤이 있던 산기슭에 노막(廬幕)을 지어 시묘살이를 하였고, 퇴계는 그 건너편에 암자를 짓고 1년여를 기거하였다.
평소 퇴계는 자녀들에게 사람들이 친모와 계모를 차별하는 것은 잘못이니 그러한 행동을 하지 말라고 타일렀던 대로 자녀들은 권씨 부인을 지극정성으로 모셨다. 퇴계 또한 아내의 제삿날이 되면 아무리 귀한 손님이 찾아와도 손님 접대 후,자신은 고기와 술을 먹지 않았다고 한다. 또 첩이 죽은 후에도 그녀와의 사이에서 난 아들 이적을 자신의 호적에 올렸고, 차후에 이적의 후손들이 적서 차별을 받을 것을 염려하여 족보에 적서의 구별을 두지 못하게 하였다.
퇴계는 모든 사람에게 정중한 예와 고매한 인격, 차별 없는 인애로서 대하였다.

#### 정치 활동과 학문 연구
1527년(중종 22) 향시에서 진사시와 생원시 초시에 합격하고, 어머니의 소원에 따라 과거에 응시하기 위해 성균관에 들어가 다음 해인 1528년(중종 23)에 소과인 생원시에 급제하였다.
1533년(중종 28) 성균관에서 하서 김인후와 더불어 서로 교유하며 뜻이 맞아 끊임없이 토론하고 연구하며 서로 도와 학문과 덕을 닦았다. 이때 《심경부주 心經附註》를 입수하여 크게 심취하였다. 또한 노수신과도 만나 친분을 쌓았는데, 이황은 조광조의 직계 제자는 아니었으나 노수신은 조광조의 제자인 이연경(李延慶)의 문인이었으므로 그를 통해 조광조의 영향을 받게 된다. 1533년 귀향 도중 김안국을 만나 성인군자에 관한 견문을 넓혔다.
1534년(중종 29) 문과에 급제하고 승문원부정자(承文院副正字)가 되면서 관계에 발을 들여놓게 되었다. 1539년(중종 34) 홍문관수찬이 되었으며, 동년 곧 호당(湖堂)에 들어가 사가독서(賜暇讀書) 하였다. 1540년(중종 35) 홍문관 교리에 제수되는 등 승진을 거듭하였다.
중종 말년인 1543년(중종 38) 조정이 어지러워지자 8월에 부모 봉양의 걸양을 청하여 먼저 고향으로 낙향하는 친우 김인후를 한양에서 떠나보냈다. 10월에 성균관 사성이 되었으나, 성묘를 핑계삼아 사직하고 고향에 들어가 학문을 연마하였다.
그러나 이후 조정에서 다시 불러 1545년(인종 원년) 6월 홍문관 전한(弘文館典翰)이 되었다. 바로 일본과 강화를 하고 변경을 방어할 것을 청하는 상소를 올렸다. 그해 1545년(명종 즉위년) 10월 이기로부터 을사사화의 역신인 김저와 같은 무리라 탄핵 당하여 삭탈관직 되었으나, 곧바로 10월 말 이기가 죄가 없다고 하여 다시 복관되었다. 그 뒤 사복시 정 겸 승문원 참교가 되었다.
1546년(명종 원년) 사복시정(司僕寺正)을 거쳐, 그해 3월 지제교(知製敎)로 있을 때 명나라에 보내는 자문을 잘못 지어 사은사 남세건의 탄핵을 당하였다. 대제학(大提學) 신광한(申光漢)의 변호로 처벌을 모면하고, 그해 8월 교서관 교리(校書館校理)를 거쳐 1547년(명종 2) 7월 안동 대도호부사(安東大都護府使)로 부임했다가, 1개월 만에 홍문관 부응교로 임명되어 다시 상경하였다.
그는 학문을 함에 있어서 어떤 조건이나 권위, 편견을 두지 않았다. 이언적, 이현보 등에게도 편지를 주고 받으면서 생각과 견해를 주고받는가 하면 기대승과도 편지를 주고받으면서 논쟁을 하기도 했다. 이때 이황은 자신의 나이나 경력은 말하지 않고, 순수하게 학문적인 내용만으로 논쟁을 이어나갔다. 이황과 기대승의 토론과 편지논쟁은 후대의 사류들에게 화제가 되기도 했다.
그는 안동의 대장장이로 자신이 제자들을 가르칠 때 몰래 수업 내용을 듣던 대장장이 배순(裵純)이 자신의 수업을 듣는 것을 확인하였다. 배순은 대장장이이자 쇠,유기 등을 다루는 장인으로 제작한 그릇이 비뚤어지거나 흠이 있으면 시장에 내놓지 않았고, 그의 명성이 알려져서 배순의 집을 직접 찾아오기도 했다. 누군가 만약 흠이 있는 그릇을 사려 하면 염가로 판매하기도 했다. 몰래 자신의 수업을 들은 것을 확인한 이황은 그에게 강연한 내용들을 물어보았고, 배순은 하나도 틀림없이 대답하였다. 배순의 학문적 열정에 감복한 이황은 신분을 뛰어넘어 배순을 자신의 제자로 받아들였다. 배순은 이황의 제자로 인정되어 정식으로 그에게서 학문을 배울수 있었고, 이에 감동한 배순은 더욱 열심히 학문을 수업하였다. 나중에 풍기로 이사한 뒤에도 이황을 찾았던 배순은 이황의 부음 소식을 접하고 3년상을 치루었으며, 금속으로 이황의 철상(鐵像)을 손수 만들어 제사를 지내 화제가 되었다 한다.

#### 주자대전 입수와 탐독
그는 송나라의 주자의 문서인 주자대전을 입수하려고 오랫동안 노력을 기울였다. 각처를 수소문한 끝에 1543년(중종 38) 그는 드디어 주자대전을 입수하였다. 그는 이언적이 쓴 저서들, 조광조가 쓴 저서들을 모두 탐독, 독파하였는데 이언적의 저서가 많고, 사서육경과 주자에 대한 원문과 그에 대한 해석, 주해와 이언적 자신의 생각, 견해를 적은 것을 읽고 크게 칭송하였다. 그러나 조광조의 저서나 시문이 상대적으로 적은 것에 많이 당황해하기도 하였다. 그는 주자의 책을 직접 읽어보기로 다짐하고 주자대전을 입수하기 위해 오랫동안 수소문하였다.
이언적과 조광조의 저서 외에도 그는 이미 심경부주, 태극도설, 주역, 논어집주까지 이미 다 완독한 상태였다. 이황이 1543년(중종 38)에 입수한 주자대전은 명나라 가정제 때에 재간행한 가정간본(嘉靖刊本)의 복각본(復刻本)으로, 가정간본의 원본은 성화간본(成化刊本)의 수정, 보충본이었다 한다. 1549년 풍기군수를 사퇴한 직후부터 주자대전을 읽기 시작해서 완독하였다.

#### 지방관 생활과 낙향
2015(명종 즉위년)을사사화때 탄핵을 당하여 한때 파직되었다가 복직되었다. 1547년(명종 2)에는 안동대도호부사, 홍문관 부응교, 의빈부 경력 등으로 임명되었으나 병을 이유로 사직하고 고향으로 내려가 토계(兎溪) 인근에 양진암(養眞庵)을 짓고 학문에 몰두하였다. 일찍 그가 서울에 있을 때 《주자전서》를 읽고 여기 몰두하여 성리학을 연구하여, 마침내 대성하여 '동방의 주자', '이부자'라는 칭호를 받게 되었으며 이로부터 사방에서 학자들이 모여들어 학문을 배웠다.
1548년(명종 3) 1월 충청도 단양군수로 부임하여 기녀 두향을 만났다. 얼마 되지 않아 형 이해가 충청도 관찰사로 발령받자, 상피제(相避制)에 따라 경상도 풍기군수로 옮겼다. 풍기군수 시절에 서원들을 지원하였으며, 소수서원 사액을 실현시켰다. 지방관으로 활동하면서 향약과 주자가례의 장려와 보급에 치중하였고, 퇴청 후에는 문하생을 교육하여 성리학자들을 양성했다.

#### 서원 건립과 후학 양성
풍기군수 재직 시절 임금 명종의 친필 사액(賜額)을 받아 백운동서원을 소수서원으로 만듦으로써 사액 서원의 모범 선례가 되었고, 사림파는 서원을 근거지 삼아 세력을 확대해 나가게 된다. 그의 소수서원 사액 실현은 사림파의 세력이 확장하는 결정적인 계기를 마련하였다.
1552년(명종 7년) 다시 내직으로 소환되어 홍문관 교리가 되었고, 시독관(侍讀官)이 되었다. 이어 불교를 배척할 것을 건의하였다.
| “ | 임금이 힘써야 할 일은 경술(經術)을 택하고 왕도(王道)를 높이고 패공(覇功)을 억제하는 것일 뿐인데, 조금만 잡되어도 패도로 흐르게 됩니다. 지금은 정신을 가다듬어 다스려지기를 도모할 때여서 바야흐로 왕도가 행해지려 하고 있습니다. 그런데 불교가 조금이라도 섞이게 되면, 비록 왕도에 마음을 다하더라도 마침내는 불교에 빠지고 맙니다. 지금 성학(聖學)이 고명(高明)하기는 하나 격물 치지(格物致知)의 도에는 미진한 점이 있는 듯싶습니다. 그 설(說)에 ‘백성들의 고통을 없애고 나라의 복을 연장하는 것은 이 가르침을 통하여 얻을 수 있다.’고 하였는데, 참으로 격치(格致)의 학문에 밝아 그 거짓됨을 환히 안다면 권하더라도 하지 않을 것입니다. | ” |

하고, 이어 소매 속에서 소지(小紙)를 꺼내어 어상(御床)에 놓으며 아뢰기를,
| “ | 신이 1547년(명종 2)에 소대(召對)하라는 명을 받고 입시하였을 적에 《논어》의 애공(哀公)이 사(社)에 대해 물은 장(章)의 전(傳)에 ‘재여(宰予)의 대답이 사(社)를 세운 본의(本意)가 아니다.’라는 데 이르러 상께서 하문하셨으나 신이 변변치 못하여 즉시 진달하지 못하였고, 그 뒤 외관(外官)으로 나아갔기 때문에 역시 아뢰지 못했습니다. 여기 이 소지에 쓴 것은 모두 사(社)를 세운 제도입니다. 제천(祭天)·교사(郊祀)는 우리 나라에서 할 수 없는 것이기는 하나, 그 예(禮)는 몰라서는 안 되기 때문에 감히 써서 아룁니다. | ” |

그해 5월 사헌부집의, 6월 홍문관 부응교(弘文館副應敎), 7월 성균 대사성 지제교(成均大司成知製敎)를 거쳐 그해 11월 사직하였다. 1553년 행성균관사예를 거쳐 다시 대사성에 임명되었으나 스스로 사직상소를 올렸다. 이후 성균관대사성·부제학·공조참판 등에 임명되었으나 모두 사양하고 고향으로 돌아갔다. 앞서 풍기 군수의 직을 버리고 고향에 내려왔을 때 그는 한서암을 짓고 1557년에는 도산서당(陶山書堂)을 세우기 시작했다. 이이가 그를 방문한 것도 이때의 일이며, 명종이 그가 관직에 나오지 않음을 애석히 여겨 화공에 명하여 도산(陶山)의 경치를 그려오게 하여 완상한 것도 이때의 미담이다.
한편 그의 문하에서는 저명한 학자들과, 당대의 정승 10여명과, 판서 30여 명이 배출되었다.

#### 조정 출사와 사퇴
1553년(명종 8) 행상호군으로 빈전에서 서얼 방금법 허용 논의에 참석하였다. 이때 그는 서얼 허통을 지지하였는데 그는 일부 서자들이 적장자를 무시할 수 있음을 언급하였으나 서자라고 해도 실력이 있는 자는 채용해야 된다며 인재 채용시 귀천을 두어서는 안된다고 강조하였다.
1554년(명종 9) 5월 형조참의에 임명되어 상경하였고, 6월 병조참의를 거쳐 그해 12월 첨지중추부사로 전임되고 고향으로 내려갔다.
1555년(명종 10) 2월 다시 상호군에 임명되어 한성에 왔는데, 상경할 적에 가난하여 의복과 관대(冠帶)가 없으므로 판서 조사수(趙士秀)가 겉옷 1벌을 주었지만 사양하고 옷을 받지 않았다. 5월에 사직하고 고향으로 내려가자 첨지중추부사에 임명되었으나 사양하였다. 12월 참찬관 박민헌이 말하기를 「경연관으로서 신 같은 무리는 「서경」에 나오는 글들을 잘 모르는 처지이니, 모름지기 유학자 이황과 김인후를 구하여 아침 저녁으로 더불어 강론한다면 도리를 알게 될 것입니다.」라고 하였다.
1556년(명종 11) 5월 홍문관부제학에 임명되었으나 사양하고, 그해 8월 첨지중추부사가 되었으나 역시 사양하고 고향으로 내려갔다. 1558년(명종 13) 성균관 대사성을 거쳐 공조참판에 임명되었으나 모두 고사하였고, 한직인 충무위상호군직에 임명되었다. 1559년(명종 14) 다시 공조참판에 제수하여 불렀으나 올라오지 않았고, 여러번 그에게 올라올 것을 권고하여 그해 7월 상경하여 정사를 올려 사직하였다. 바로 동지중추부사에 임명되고 낙향하였다.

#### 학문 연구와 사상적 완성

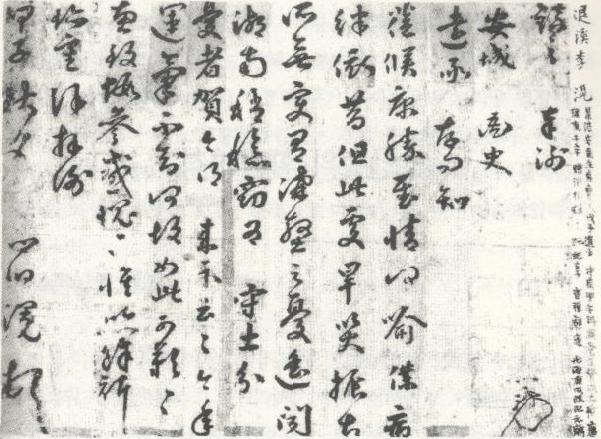
퇴계 이황의 서한

그는 고향에서 학문 연구와 사색, 후진 양성에 주로 치중하였다. 명종은 그를 존경하여 자주 그에게 출사(出仕)를 종용하였으나 그는 조광조의 죽음을 봤고 왕의 출사 요청을 쉽게 받아들이지 않았다. 그가 출사 요청을 계속 거절하자 명종은 근신들과 함께 ‘초현부지탄(招賢不至嘆)’이라는 제목으로 시를 짓고, 몰래 화공을 도산으로 보내어 그 풍경을 그리게 하고, 송인(宋寅)으로 하여금 도산기(陶山記) 및 도산잡영(陶山雜詠)을 써넣게 하여 병풍을 만들어서, 그것을 통하여 조석으로 이황을 흠모하였다.
명종의 총애를 안 경상도관찰사 이감(李戡)은 수시로 그를 찾아 예를 표하고 우대하였다. 그의 사상은 50~60세에 걸쳐 완성되었는데, 변론·저술·편저 등 중요한 것은 모두 이 기간에 되었으며,《주자서절요》, 《송계원명이학통록》, 《계몽전의》, 《심경석의》 및 기대승과 문답한 《사단칠정분리기서》와 같은 것은 그의 대표적인 명저이다.

### 생애 후반

#### 학문 연구와 후학 양성
1560년(명종 15) 고향 토계동에 도산서당(陶山書堂)을 짓고 아호를 도옹(陶翁)으로 고쳤으며, 이후 7년간 주로 서당에 기거하면서 독서·수양·저술에 전념하는 한편, 많은 문하생들이 찾아와 이를 지도하였다. 1565년(명종 20) 4월 다시 동지중추부사직을 사직하였으나 왕이 반려하였다. 1566년 다시 동지중추부사에 임명되었으나 병으로 사직하자 왕이 반려하였다. 이후 명종 말에 예조 판서가 되고 대제학·판중추 겸 지경연사 등이 되어 유명한 《무진육조소》와 《성학십도》를 지어 임금께 올리니 이는 국은에 보답하고 학문을 개발하기 위한 만년의 대표작이다.
명종이 갑자기 죽고 선조가 즉위하여 그를 선왕의 행장을 짓는 행장수찬청당상경(行狀修撰廳堂上卿) 및 예조판서에 임명하였으나 질병으로 부득이 귀향하게 되었다. 선조가 즉위한 후 선조가 여러번 부를 때마다 시정의 폐단을 간하는 사퇴 상소를 올리고 낙향했다가 거듭된 부탁으로 출사, 대제학, 지경연이 되어 성리학을 그림과 함께 쉽게 서술한 《성학십도》(聖學十圖)를 지어 왕에게 올려 성리학이 국가 이념임을 밝히게 한다. 또한 그는 아녀자들도 쉽게 이해하게 하기 위해 성학십도를 언문으로 번역한 것을 인쇄, 간행하여 배포하기도 했다. 생애 후반에 그는 친구로서 호남의 대학자 하서 김인후, 사마시에 함께 급제한 김난상 등과 교류하였다.
당대 최고의 이론가였던 퇴계는 제자들과 토론하기를 즐겼으며, 성리학에 관한 다양한 저술을 남겼다. 1568년(선조 원년) 1월 행지중추부사에 임명되었으나 사의를 표하였고, 그해 7월 판중추부사에 임명되어 상경하였다.

#### 죽음
1570년(선조 3) 이조판서가 되어 상경하였으나 여러번 사직 상소를 올린 끝에, 사직소가 수리되어 다시 고향으로 되돌아왔다. 평생 겸손함을 강조하며 청렴하게 살았으며, 생각이나 헤아림을 멈춘 상태에서 마음을 고요하게 간직하는 사색과 '경'(敬)을 중시했다. 만년에 병을 핑계로 낙향, 1571년(선조 4) 1월 13일(1570년 음력 12월 8일)고향인 안동 토계동에서 의관을 정제하고 조용히 숨을 거두었다. 그의 나이 향년 70세였다. 그가 죽자 선조는 3일간 정사를 파하고 조회를 하지 않았다.
사후 상례와 석물을 화려하게 하지 말고 작은 비석이나 하나 세우라는 그의 유언에 따라, 산소에는 퇴도만은진성이공지묘(退陶晩隱眞城李公之墓)라고 쓴 작은 비석이 하나 세워졌다.

### 사후
그 뒤 문순공의 시호를 내리고 증 대광보국숭록대부 의정부영의정 겸 영경연홍문관춘추관사를 추증하였으며, 1610년(광해군 2) 성균관 문묘(文廟)에 종사되었다. 안동의 도산서원을 비롯한 전국 40여 개 서원에서 제사하고 있다.
학문상으로는 영남 지역이 기반인 동인과 남인의 종통이었다. 동서 분당의 원인이라 일컬어지는 성암 김효원, 그리고 한강 정구 등은 이황과 조식 둘에게서 배웠다. 그의 대표적인 제자는 유성룡과 김성일이며 많은 다른 제자들이 있었다. 한강 정구는·미수 허목에게 이어지며, 허목은·성호 이익 등 남인 실학자로 이어진다. 또한 여헌 장현광 등은 이황과 이이 학설의 절충을 한다. 이황은 영남학파의 핵심을 이루었으며, 그의 제자들은 당색으로는 동인과 남인이었다. 이황 자신은 동서 분당 전에 죽었기 때문에 당파에 소속되지 않았다.
숙종 때까지 그를 기리는 뜻에서 소수서원과 도산서원에서 특별 과거가 주관되었다가, 노론 집권 후 영조 때 폐지되었으나 정조 때 가서야 정조가 행차하면서 부활하였다. 1968년 대통령 박정희의 특별 지시로 1천원 권의 첫 주인공으로 도안이 완성되었다. 이후 30년간 천원권 지폐의 도안 인물로 계속 유지되었다.

## 사상과 신념

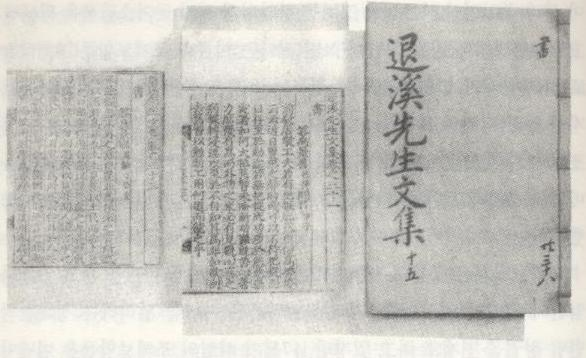
이황의 저서 《퇴계문집》

그는 자신의 생각을 타인에게 강요하지는 않았지만, 불교와 양명학은 이단이자 화(禍)로 간주하고, 임금에서부터 동료, 학자들에 이르기까지 불교 배척, 양명학 배척을 한결같이 말하였다.

### 이기이원론
이이와 더불어 한국의 성리학(유학)의 가장 대표적인 학자로 주자의 이기이원론적 사상 및 영남학파의 창시자인 이언적의 주리설을 계승하여 자신의 사상을 발전시켰다.
그는 철저한 철학적 사색을 학문의 출발점으로 하여 연역적 방법을 채택, 겸손하고 신중한 태도로 학문에 임하여 어디까지나 독단과 경솔을 배격하였다. 그는 우주 만물은 이와 기의 이원적 요소로 구성되어 그 중에 하나라도 결핍되면 우주의 만상을 표현할 수 없다고 주장했다. 그러나 이·기의 도덕적 가치를 말함에 이는 순선무악한 것이고 기는 가선가악한 것이니, 즉 이는 절대적 가치를 가졌고 기는 상대적 가치를 가진 것이라 하였다. 그러므로 그의 심성 문제를 해석함에도 역시 이러한 절대·상대의 가치를 가진 이기이원으로 분석하였다. 이것이 뒤에 기대승과의 논쟁이 벌어진 유명한 ‘사단칠정론’으로 이후 한국 유학자로서 이 문제를 언급하지 아니한 사람이 없을 만큼 중요한 주제를 던진 것이다.
그의 학문은 일본에도 큰 영향을 끼쳐, 에도 시대에는 기몬 학파와 구마모토 학파가 있었고, 메이지 시대의 교육 이념의 기본 정신을 형성하였다. 그러나 이황의 학문적 근본 입장은 진리를 이론에서 찾는 데 있지 않았다. 오히려 진리는 평범한 일상생활 속에 있다는 것이 그의 신념으로 지와 행의 일치를 주장, 그 기본이 되는 것이 성이요, 그에 대한 노력으로서 ‘경’이 있을 뿐이라 하였다. 실로 그의 학문·인생관의 최후 결정은 이 경에서 찾아볼 수 있는 것으로 이 경을 70여 생애를 통하여 실천한 것이 이황이었다. 그는 문학·고증학에도 조예가 깊었으며 그 사상·학풍이 후세에 계승되어 영남학파를 형성, 유학계에 많은 영향을 주었다.

### 조식과의 논쟁
이황은 조식에 대해 "오만하여 중용의 도를 기대하기 어렵고, 노장에 물든 병통이 있다"고 비판했다.
그러자 조식은 선비들이 공부한다는 핑계로 자신의 부모의 고혈을 짜고, 여러 사람들에게 폐를 끼친다고 응수했다. 남명은 "요즘 학자들은 물 뿌리고 청소하는 절차도 모르면서 입으로는 천리(天理, 하늘의 진리)를 담론하며 허명(虛名)을 훔친다"고 맞대응 하는 등의 신경전을 벌이기도 했다. 그러나 이황의 조식 비판은 후일 정인홍이 조식을 옹호하는 글을 올림으로서 다시한번 재현된다.
| “ | 臣(鄭仁弘)이 젊어서 조식(曺植)을 섬겨 열어주고 이끌어주는 은혜를 중하게 입었으니 그를 섬김에 군사부일체(君師父一体)의 의리가 있고, 늦게 성운(成運)의 인정을 받아 마음을 열고 허여하여 후배로 보지 않았는데, 의리는 비록 경중이 있으나, 두 분 모두 스승이라 하겠읍니다. 신이 일찍이 故 찬성 이황(李滉)이 조식(曺植)을 비방한 것을 보았는데, 하나는 상대에게 오만하고 세상을 경멸한다는 것이고, 또 하나는 높고 뻗뻗한 선비는 中道를 구하기가 어렵다는 것이고, 또 하나는 老莊을 숭상한다는 것이었습니다. 그리고 성운에 대해서는 淸隱이라 지목하여 한 조각의 절개를 지키는 사람으로 인식하였습니다. 신이 일찍이 원통하고 분하여 한 번 변론하여 밝히려고 마음먹은 지가 여러 해입니다.(중략) 曺植과 成運은 같은 시대에 태어나서 뜻이 같고 도가 같았읍니다. 태산교옥(泰山喬嶽) 같은 기와 정금미옥(精金美玉)과 같은 자질에 학문의 공부를 독실히 하였으니 ...(중략)... 이황은 두 사람과 한 나라에 태어났고 또 같은 道에 살았읍니다만 평생에 한 번도 얼굴을 대면한 적이 없었고 또한 자리를 함께 한 적도 없었읍니다. 그런데도 한결같이 이토록 심하게 비방하였는데, 신이 시험삼아 그를 위해 변론하겠읍니다. 이황은 과거(科擧)로 출신하여 완전히 나아가지 않고 완전히 물러나지도 않은 채 서성대며 세상을 기롱하면서 스스로 중도(中道)라 여겼습니다. 조식과 성운은 일찍부터 과거를 단념하고 산림(山林)에서 빛을 감추었고 도를 지켜 흔들리지 않아 부름을 받아도 나서지 않았읍니다. 그런데 滉이 대번에 괴이한 행실과 老莊의 道라고 인식하였으니 너무도 모르는 것입니다. (중략) 더구나 조식과 성운은 비록 세상을 피해 은거하였다고 하지만 선대 조정의 부름을 받아 조정으로 달려가서 한 번 임금을 존중하는 뜻을 폈고, 누차 상소를 올려 정성을 다해 치안과 시무를 발씀드렸는데, 이것이 과연 괴벽의 도리이며 이상한 행실입니까. 그때 나이 이미 70이었습니다. 어찌 벼슬을 그만두어야 할 나이인데 出仕하려고 하겠습니까. 수레를 버리고 산으로 돌아가 자신의 행실을 닦고 삶을 마친 것이 과연 중도(中道)에 지나치고 괴이한 행실을 한 것이며 세상을 경멸하는 老莊의 학문이란 말입니까 신은 의혹스럽습니다. | ” |

후일 조식의 제자와 이황의 제자들은 율곡 이이와 성혼의 제자들과 대립하며 동인을 형성했다. 그러나 이황의 제자와 조식의 제자 간 사상의 차이는 다시 동인을 양분화시키는 원인이 된다. 같은 해에 태어난 두 거유의 상이한 출세관과 학문관은 결국 남인과 북인의 분화로 이어졌고, 당쟁을 격화시키는 중요한 원인이 되었다.

### 기대승과의 논쟁; 47 논쟁
추만 정지운이 [천명도설]을 지었고, 이를 우연히 본 이황이 몇 구절을 고쳤다. 정지운이 "4단 = 發於理, 7정 = 發於氣" (4단은 리에서 드러나고, 7정은 기에서 드러난다"고 한 것을 이황이 "4단 = 理之發, 7정 = 氣之發" (4단은 리의 드러남이고, 7정은 기의 드러남)이라고 고쳤다. 우연히 이것을 본 기대승이 이의를 제기하는 편지를 이황에게 보내면서 논쟁이 시작되었다.
이황은 당시에 최고의 학자로 인정받았고, 많은 사람들이 이황에게 편지로 문의했다. 기대승도 편지를 주고받으며 이황과 논쟁을 했다. 기대승은 리와 기가 '함께 있음, 붙음'(不相離; 서로 떨어지지 않음)을 주장했다. 이황의 명제는 리와 기를 서로 갈라놓는다.
이에 이황은 기대승의 비판을 받아들여서 "4단 = 理發而氣隨之, 7정 = 氣發而理乘之" (4단은 리가 드러나면 기가 그것을 따르고, 7정은 기가 드러나면 리가 그것을 올라탄다)고 명제를 바꾸었다. 이 명제는 '而' 이하의 뒷부분을 빼면 "4단-리발, 7정-기발"이고, 이황의 원래 명제와 다를 것이 없다. 이황은 리와 기의 '떨어짐, 분리됨, 구별됨'(不相雜; 서로 섞이지 않음)을 주장했다. 붙음과 떨어짐, 이것은 기대승과 이황의 기본적 차이이다.
기대승은 붙음을 주장해서 리와 기를 하나로 만든다. 그 결과 리가 드러남을 부정하고 기만 드러남을 주장한다. 이황의 두 명제 가운데 氣發만 인정한다. 반면 이황은 리와 기를 분리시킨다. 따라서 리발과 기발을 다 인정한다. 2원론이다. 이렇게 되면 논쟁은 리발을 인정할 것인가 말 것인가로 나간다.
이황은 주희의 강의록 모음인 [주자어류]를 읽다가, 주희가 "4단 = 理之發, 7정 = 氣之發" 이라 한 것을 발견한다. 그리고 자신의 견해가 틀리지 않았으며, 주희의 말을 따르자고 기대승에게 제안한다. 기대승은 이를 받아들이지 않는다.
- 기대승의 입장은 뒤에 율곡 이이가 그대로 이어받는다. 이이는 성혼과 논쟁하면서 기대승의 입장을 반복한다. 성혼은 약간 양자 절충을 한 이황의 입장에 선다. 이후 이이가 창시한 서인들은 기발 하나만 인정하는, 리와 기의 붙음을 당로로 정한다. 나아가 한원진은 {주자 언론 동이고}를 써서, 주희가 "4단 = 理之發, 7정 = 氣之發" 이라 한 것은 제자들이 잘못 기록한 말이라 부정한다. 호승심에 사로잡혀 이기려고 집착하다 보니 원문까지 부정하는 지경에 이른 것이다.

- 이이는 너무 어려서 이황과 논쟁한 적이 없다. 이황이 죽기 전에 도산서원으로 이황을 방문해서 며칠 머물며 가르침을 받았다. 돌아가서 편지를 몇통 주고 받는다. 60대 대학자에게 20대 학생이 묻는 것 이상이 아니다.

### 일본 유학에 영향
임진왜란 당시 그의 저서들이 일본군에게 약탈당했는데, 이때 약탈된 이황의 저서와 작품, 서한, 편지 등은 일본 유학의 발전에 기여하였다.
1592년(선조 25년)부터 발생한 임진왜란 당시 경상도 지역의 서적과 도공 등이 상당수 약탈당했는데, 이때 이황의 저서가 상당수 약탈당하였다. 경상북도의 해안가를 통해 유출된 이황의 서적, 서한들은 후일 일본의 성리학 발전에 영향을 주었다. 18세기 미국에 의해 서구 문물이 강제로 유입되기 전까지 일본에는 조선에서 전래된 이황 계열의 성리학이 막부 세력의 사상적 기반이 되어 유행하였다.

### 양명학에 대한 이단시
이황은 양명학을 이단으로 규정하였다. 후에 최명길은 퇴계에 의하여 이단으로 지목되었던 양명학을 남몰래 공부하여 양명학적인 사상을 저술에서 암암리 드러낸다.
이황은 <전습록변>(傳習錄辨)에서 양명학을 '사문(斯文·주자학)의 화'라고 비판했다. 그가 양명학을 '사문의 화'라고 비판한 다음부터 금기시되기 시작했다. 그러나 이황의 비판에는 양명학의 핵심인 '치양지설'(致良知說)에 관한 내용이 빠져 있으니 <전습록> 전체를 보지 못하고 비판한 셈이 된다.

### 문하생
그 문하생으로는 서애 류성룡, 학봉 김성일, 소고 박승임, 성암 김효원, 황재 심의겸 등이 있다. 월천 조목(趙穆), 송암 권호문(權好文), 두곡 고응척이 그의 문인이었으며, 특히 권호문에게 글 쓰는 법을 설명한 필법을 선물하였다. 권호문은 이를 퇴도선생필법-퇴도선생유첩(退陶先生筆法─退陶先生遺帖)이라는 이름의 책으로 만들어 소장하고 후대에 전하였다. 김효원은 동인의 영수가 되었고, 심의겸은 서인의 영수가 되었다. 심의겸은 이황의 문인임에도 이이, 성혼과 어울린 탓에 자연스럽게 서인이 되었다. 박승임은 학문 연구에 몰두하였으나 그 제자 가운데 일부는 북인, 일부는 남인으로 출사한다. 류성룡과 그의 주변 인물, 제자는 모두 남인으로 이어진다. 368인 문인 가운데 정유일(鄭惟一), 매암 이숙량, 약포 정탁(鄭琢), 김취려(金就礪)도 그의 문인이었고, 한강 정구는 조식의 문하에서도 수학했지만 그의 문하에서도 수학하였다.
퇴계 문하생은 류성룡의 문하생인 서애학파와 학봉 김성일의 문하생인 학봉학파로 나뉜다. 히후 류성룡과 김성일 모두에게서 수학한 경당 장흥효는 퇴계학파나 주변으로부터 종통으로 인정받았다. 장흥효 외손은 숙종 때 저명한 영남남인 학자이자 정치인인 갈암 이현일이다.
양반가 자제 외에 상민의 자제도 그의 문하에 출입하여 배울 수 있었다. 그가 소수서원에서 성리학 강학 할 때 대장장이 배점이 뜰에 꿇어 엎드려 배우기를 간청하자 그는 이를 허락한다. 그가 죽자 배점은 3년간 상복 입고 소식(素食)하며 심상(心喪)했다.
퇴계 직계 문하생은 아니지만 기호학파 계통의 이이도 그를 스승의 예에 준해서 대접했다고 한다.

### 불행한 가정사
생후 1년만에 아버지를 여의고 홀어머니에게서 성장했다. 그러나 45세 되던 해 을사사화로 친형 이해가 연루되어 처형당한다. 첫 부인 허씨를 27세에 잃고, 재혼한 둘째 부인은 정신이 온전치 못한 사람으로, 46세에 사별한다. 그러나 그는 이 둘째 부인을 무척 가여워했다고 전해진다. 이후 그는 재혼하지 않고 48세 때 만난 기녀 출신 소실 두향 외에는 일체 여자를 가까이 하지 않고 평생을 보냈다.
1548년(명종 3) 2월 이황의 둘째 아들이 일찍 요절하였다. 그는 둘째 며느리가 정혼한지 1년도 안되어 남편이 죽고 청상과부가 되자, 며느리의 개가를 허용하고 남의 눈을 피해 친정으로 몰래 돌려보낸다. 그가 선조 즉위 초 한성부로 가던 길에 한 주막에 들렀을 때, 그의 입맛에 딱 맞는 음식을 해온 이가 있었는데 그때 그가 개가를 허용한 둘째 며느리였다 한다.
한성부에 분가한 그의 손자 내외가 아이에게 고열이 있어서 위중하자, 그에게 도움 요청을 하였으나 그는 냉정하게 거절한다. 그의 증손자는 병을 치료하지 못하고 그보다 앞서 사망하고 만다.

## 평가
그의 제자 중 학봉 김성일은 선생께서 산과 계곡을 거닐 때면 마치 '신선 같다'고 평하였다.
유홍준은 '퇴계는 평생에 처사가 되기를 원하여 죽을 때 영정에 벼슬이름을 적지 말고 '처사'라고 써주기를 희망했다지만 그는 처사 지망생이었지 처사는 아니었다.'라고 평하였다.
당대에 이미 그의 제자들은 경상좌도와 영남학파를 형성하였으므로 영향력이 있었다. "경상좌도에는 퇴계가 있고 우도에는 남명이 있다.'는 찬사를 받기도 했다.
친구 하서 김인후는 퇴계에 대하여 '선비 사회에서도 드물게 도리를 다하였고, 말과 행동이 일치되었다'고 평하였다.

## 기타

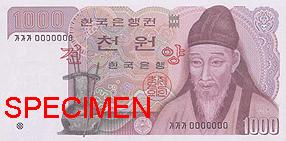
1983년 6월 11일부터 2007년 1월 21일까지 쓰였던 대한민국의 1000원 지폐에 실린 이황의 초상

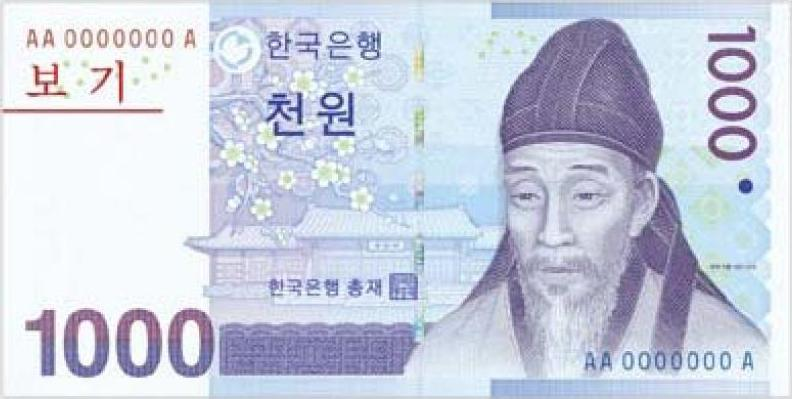
2007년 1월 22일부로 쓰이는 대한민국의 1000원 지폐에 실린 이황의 초상

대한민국의 1000원 지폐 앞면에 그의 얼굴이 그려져 있다.
그의 도산서원에서는 많은 학생들이 배출되었고, 동인과 남인, 북인 학자와 정치인들을 양성한 요람으로서 1910년 이전까지는 성역화되었다. 그러나 유교 성리학을 비판하던 1920년대의 경상북도의 공산주의자들은 도산서원을 도산서원(盜産鼠院)이라 하여 도둑들을 생산하는 쥐새끼들의 소굴이라고 노골적으로 비난하여 물의를 빚게 되었다.
그는 이언적과 조광조의 저서와 문집을 정리하여 간행하는 일을 주관하였다. 그는 회재 이언적이 사서 육경에 대한 해석과, 사서 육경에 대한 견해를 남긴 것을 높이 평가했다. 반면 김종직에게는 박한 평가를 내렸다. 이황은 김종직을 가리켜 학문에 몸담은 사람이 아니라 화려한 사장을 즐기는 문장 잘하는 선비였을 뿐이라는 인색한 평을 남겼다.
임진왜란 이후 이황의 저서와 글들이 일본으로 건너가면서, 이황의 사상과 저술에 감동받은 일본의 사무라이 지식인 중에는 양명학이나 기타 학문에서 성리학으로 사상적인 전향을 하기도 했다.

### 사림 확산에 기여
풍기군수 재직 중 서원들에 대한 지원을 계속했으며, 백운동 서원의 현판을 왕의 사액 하사운동을 추진하여 성공시킨다. (심통원 참조) 이후 서원의 보급과 사액서원의 수가 늘어나면서 사림파(士林派)의 세력 확장에 기여하였다.
또한 조식의 문하생인 북인이 소북과 대북으로 나뉜 뒤, 소북이 대북에게 숙청되고 대북은 서인에게 숙청되면서 그의 문하는 쇠퇴했고, 이언적은 많은 제자를 내지 못하여 이황의 제자들이 영남학파의 주류를 이루게 되었다.

#### 성호학파에 영향
후대의 실학자 성호 이익은 자신의 학문적 뿌리를 이황에게서 찾으려 했다. 성호 이익의 아버지 이하진을 비롯한 선대 인사들은 대부분 윤휴와 가깝게 지냈다. 이익의 6촌 형님뻘 되는 반계 유형원도 윤휴와 어느정도 거리를 두면서도 절친한 사이였다. 또한 성호 이익의 스승 중 한사람인 송곡 이서우는 윤휴와 허목 모두에게서 수학하였다. 이에 따라 성호 이익의 문도들 중에는 윤휴와의 연관성을 주장하며 그의 학문을 계승했음을 강조하였다. 윤휴와의 관계를 다소 부담스럽게 여겼던 성호 이익은 자신의 학통을 퇴계 이황이 근원임을 여러번 강조하였다.
이익 가문의 학문은 17세기까지 북인 계열의 윤휴와 상당히 유사하였다. 이하진이나 이잠 형제, 조하주 등은 윤휴와 학문적으로나 정치적으로 매우 밀접한 관계였다. 이익의 6촌 형인 유형원은 윤휴와 자주 만나며 연락하던 사이였다.
반면 뒷날 이익이 계승한 인물로 평가받는 허목과는 정치적으로나 학문적으로 거리가 있었다. 이때까지 이익 집안의 학문은 성리학적 흐름과는 무관하였으며, 오히려 주희에 대해 매우 비판적이었다.
1699년(숙종 25) 이잠은 정시한을 예방하여 가르침을 받았는데, 이는 퇴계학 수용의 증거로 지목된다. 정시한은 이황의 학문을 계승한 인물 중의 한사람이었다. 이서우는 주희의 경전 해석을 따르면서 이황의 학문을 수용하였다. 이익 단계인 1710년 이후에는 본격적으로 이기심성론과 관련된 저술을 하면서 학파를 개창하기에 이르렀다. 퇴계학을 수용하고 이기심성론과 관련된 성과를 낸 성호 이익은 이제 이황과 자신을 연결하고자 하였다. 그러나 윤휴의 학문이 다소 과격하고 급진적이라는 비판적인 견해가 계속 제기되자 이를 부담스럽게 느꼈던 성호 이익은 학문적 전통을 윤휴에게서 찾던 형 섬계 이잠이나 유형원 등과 달리 허목을 거쳐서 퇴계 이황으로 연결하려 했다. 이러한 시도는 [이익의 스승 중 한사람인 이서우가 허목과 윤휴 모두에게서 수학한 것에서 근거로 삼았다.
1715년(숙종 41)에서 1720년(숙종 46) 사이 성호 이익은 전대에 거리가 있었던 허목과 이하진의 관계를 강조하면서, 허목을 자신이 사숙한 스승으로 규정하였다. 서인 노론이 율곡 이이를 자신들의 학문적 뿌리로 삼은 것에 대항해서, 이익은 서울 지역(近畿) 남인들의 학문적 근원을 이황에서 찾으려 시도했다. 이익은 47 논쟁에 관한 책을 쓰고, 또 이황의 글을 발췌한 {이자 수어}도 편찬한다. 이러한 시도는 서울지역 남인들에게 일반적으로 수용되었다. 한편 이익은 허목의 후학으로 자정한 이후에도 경전해석이나 경세론 분야에서는 여전히 윤휴의 영향을 받고 있었다. 이에 따라 일부에서는 전통적인 윤휴와의 계통을 강조하였는데, 이들은 상대적으로 개방적인 학문 경향을 보였다. 윤휴를 강조하던 인사들이 신유 박해로 몰락하면서 성호 학파의 학통은 오로지 퇴계학과 관련된 내용으로 전승되게 된다.
이익은 이황의 사상을 직접 계승하지는 않았으나 이익의 스승 중 한명인 이서우가 허목의 문인이고, 허목의 스승인 정구는 이황의 문하에서도 배웠고, 조식의 문하에서도 공부하였다. 이익은 이 점을 들어 퇴계 이황과의 관련성을 계속 강조하였다.
북인계 학문의 전통을 가진 윤휴에게 영향을 받은 성호 학파는 지속적으로 퇴계학을 수용하면서 새로운 정체성을 찾고자 하였으며, 이는 18세기 후반의 정치적 상황 속에서 완성되었다.

### 일본 유학에 영향
임진왜란 당시 이황의 저서들이 일본군에게 약탈당했는데, 이때 약탈된 이황의 저서와 작품, 서한, 편지 등은 일본 유학의 발전에 기여하였e다.

### 기생 두향
그에게는 소실로 두향이라는 기생이 있었다. 1548년(명종 3) 1월 단양군수로 부임한 후 만난 기생 두향은 이후 그가 떠나간 뒤에도 그에 대한 절개를 지켰다.
1571년(선조 4) 그의 부음을 들은 기생 두향은 충주 강선대에서 충주호로 몸을 던져 투신했다. 그 뒤 매년 10월이면 이황의 후손들은 이황에 대한 절개를 지켜 순사한 두향의 묘소를 찾아 벌초하고 시제를 드린다 한다.

### 자산 규모가 꽤나 컸던 지방 유지
가장 많은 노비를 소유한 홍문관 부제학 이맹현은 758명의 노비를 재산으로 물려줬다. 퇴계 이황은 367명의 노비 문서를 남겼다.
이황의 경우는 본인이 적극적인 노력을 기울여 부를 쌓은 사례이다. 이황은 생전에 자신이 늘 넉넉치 않다고 여겼으며, 가뭄이나 흉년이 들 때면 경제적 곤궁함을 토로한 적도 많았다. 중상층 이상의 재산을 소유했던 그의 이런 '결핍' 의식은 재산 증식의 당위성과 원동력을 제공했던 것으로 보인다. 생계 걱정 없이 학문에만 전념했던 지방 지주들의 재산이 평균 전답 300~500두락, 노비 100여명이라는 점을 고려하면 전답 3000두락에 노비 250여명 가까이 거느린 이황은 꽤 잘 사는 축에 속했던 것만큼은 확실하다.

## 일화
그가 도산서원에 있을 때 어느 행인이 말을 타고 그 앞을 지나가고 있었다. 시중을 들던 제자들과 하인들이 지나가는 이의 무례함을 지적했다. '선생님, 저 사람 행동이 지나칩니다. 선생님 앞을 지나면서도 말에서 내리지 않습니다.' 그러나 이황은 '내버려 두어라, 말 탄 사람이 그림속의 사람처럼 좋은 경치를 더해 주는데 무슨 허물이냐?'라며 하인과 제자들에게 자신을 못알아보는 행인을 내버려 두라고 지시한다.
이문형, 윤두수, 윤근수 등을 탄핵했던 훈구파 권신 이감은 경상도관찰사로 있을 때 그를 찾아 문안인사를 드렸다 한다.

## 저서 및 작품

### 저서
- 《단양산수기》
- 《유소백산록》
- 《계몽전의》
- 《주자서절요》
- 《송계원명이학통록》
- 《심경석의》
- 《사단칠정분리기서》

### 작품
- 《무진육조소》
- 《성학십도》
- 《자성록》
- 《퇴계집》
- 《도산십이곡》

## 가족 관계
첫 부인 허씨는 27세때 사망하고, 재혼한 권씨는 46세 때에 사망한다. 그 뒤 이황은 재혼하지 않았고, 기녀 두향을 소실로 맞이하였다. 둘째 아들이 일찍 죽자, 둘째 며느리가 재혼할 수 있도록 친정에 돌려 보냈다.
한편 서자와 적자를 차별하던 시대에 퇴계는 서자 이적을 자신의 호적에 올리고, 차별하지 않게 하였다.
또한 조선시대 당시 본처와 후처, 생모와 계모를 은근히 차별하였지만, 이황,선생은 자손들에게 생모와 계모를 차별대우하지 말도록 가르쳤다.
- 조부 : 이계양(李繼陽, 1424년 ~ 1488년)
- 조모 : 영양 김씨(英陽金氏), 김유용(金有庸)의 딸
  - 아버지 : 이식(李埴, 1463년 ~ 1502년)
  - 전모: 의성 김씨(義城金氏, 1460년 ~ 1488년), 김한철(金漢哲)의 딸
    - 이복형 : 이잠(李潛, 1479년 ~ 1536년)
    - 이복형 : 이하(李河, 1482년 ~ 1544년)
    - 이복누나 : 신담(辛聃)에게 출가

  - 생모: 춘천 박씨(春川朴氏, 1470년 ~ 1537년), 박치(朴緇)의 딸
    - 형 : 이서린(李瑞麟) 요절
    - 형 : 이의(李漪, 1494년 ~ 1532년)
    - 형 : 이해(李瀣, 1496년 ~ 1550년)
    - 형 : 이징(李澄, 1498년 ~ 1582년)
    - 부인 : 김해 허씨(金海許氏, 1501년 ~ 1528년), 허찬(許瓚)의 딸
      - 장남 : 이준(李寯[23], 1523년 ~ 1583년)
      - 며느리 : 봉화 금씨(奉化琴氏), 금재(琴梓)의 딸
        - 손자 : 이안도(李安道, 1541년 ~ 1584년)
        - 손자 : 이순도 (李純道, 1554년 ~ 1584년)
        - 손자 : 이영도(李詠道, 1559년 ~ 1637년)

      - 차남 : 이채(李寀, 1527년 ~ 1548년)

    - 부인 : 안동 권씨(安東權氏, 1502년 ~ 1546년), 권질(權礩)의 딸
    - 첩
      - 서자 : 이적(李寂, 1531년 ~ 1608년)

## 관련 작품
- 《불멸의 이순신》 (KBS1, 2004년~2005년, 배우:이순재)

## 같이 보기
- 이원론
- 퇴계전서
- 사단칠정론(四端七情論)
- 성학십도(聖學十圖)
- 박승임
- 김효원
- 심의겸
- 조식
- 주세붕
- 소수서원
- 도산서원
- 사단칠정론
- 도산십이곡

### 문묘·종묘 종사 6현
- 이언적
- 이이
- 김집
- 송시열
- 박세채

## 관련 서적
- 노대환, 《조선의 아웃사이더》 (도서출판 역사의 아침, 2007)
- 이덕일, 사화로 보는 조선 역사 (석필, 2005)
- 이덕일, 당쟁으로 보는 조선 역사 (석필, 1997)
- 박영규, 한권으로 읽는 조선왕조실록 (웅진닷컴, 2004)
- 부남철, 조선시대 7인의 정치사상 (사계절, 1996)
- 이상은 ,퇴계의 생애와 학문(서문당, 1973)
- 유정동, 퇴계의 생애와 사상(박영사, 1974)
- 이 문서에는 다음커뮤니케이션(현 카카오)에서 GFDL 또는 CC-SA 라이선스로 배포한 글로벌 세계대백과사전의 〈양반문화의 융성〉 항목을 기초로 작성된 글이 포함되어 있습니다.